# OPNsense
OPNsense – firewall i oprogramowanie systemowe routerów bazujące na systemie operacyjnym FreeBSD. Zostało wydany w styczniu 2015 roku przez firmę Deciso z Holandii, która zajmuje się produkcją sprzętu i sprzedażą pakietów wsparcia dla OPNsense. Jest to fork pfSense, który z kolei powstał z m0n0wall zbudowanego na FreeBSD.

## Charakterystyka
OPNsense ma interfejs webowy służący do zarządzania konfiguracją oraz aktualizacjami. System może być instalowany jako na platformach x86-64.
Oprócz pełnienia funkcji zapory sieciowej, daje możliwość kształtowania ruchu, równoważenia obciążenia oraz tworzenia wirtualnej sieci prywatnej (VPN), a dodatkowe funkcje mogą być dodane za pomocą wtyczek. Dostępna jest wtyczka Zenarmor dodająca możliwości zapory nowej generacji (NGFW) do OPNsense. Sieci VPN mogą być tworzone za pomocą OpenVPN, IPsec oraz WireGuard.

## Historia
Pierwsza wersja OPNsense została wydana w styczniu 2015 roku jako otwarty projekt oparty na licencji BSD. Projekt przyjął numerację wersji według roku i miesiąca wydania, stąd pierwsza wersja miała numer 15.1.
W lutym 2015 roku, kiedy to zamknięto projekt m0n0wall, jego twórca, Manuel Kasper, zachęcał społeczność do wspierania i używania OPNsense.
W listopadzie 2017 roku panel Światowej Organizacji Własności Intelektualnej orzekł, że firma Netgate, właściciel praw autorskich do pfSense, wykorzystała domenę opnsense.com w złej wierze, aby zdyskredytować OPNsense, i zobowiązała firmę Netgate do przeniesienia własności domeny na firmę Deciso.